# Michelnau
Michelnau ist ein Stadtteil von Nidda im hessischen Wetteraukreis.

## Geografie
Die Ortschaft liegt in der nördlichen Wetterau (175 m über NN), östlich von Nidda, inmitten des Vulkangebiets Vogelsberg. Rings um die Ortslage steigt die hügelige Landschaft sanft an und bildet in Richtung Klippe im Hohenstein einen schmalen felsigen Einschnitt durch dessen Öffnung der Hohensteiner Bach fließt. Überregional bekannt ist ein Basalt-Schlackenvulkan, dessen rotbraun gefärbtes Lavagestein (Eisenoxid) im Steinbruch Michelnau über 150 Jahre abgebaut wurde. Das anstehende Gestein ist relativ weich und wird wegen seiner guten Bearbeitbarkeit auch heute noch von Bildhauern geschätzt. Die leicht sauren, kalkfreien Böden rund um die Abbaustätte, beherbergen eine spezielle Pflanzengesellschaft. Im Steinbruchgelände selbst finden sich Zauneidechsen und Blindschleichen.

## Geschichte

### Ortsgeschichte
Als Michelenowa wird der Ort erstmals im Jahre 1187 erwähnt, und zwar in einer Schenkungsurkunde an den Johanniterorden.
Pest und Dreißigjähriger Krieg (1618–1648) verursachten Zerstörung und unzähliges Leid.
Die Statistisch-topographisch-historische Beschreibung des Großherzogthums Hessen berichtet 1830 über Michelnau:

„Michelnau (L. Bez. Nidda) evangel. Filialdorf; liegt 1⁄2 St. von Nidda, hat 33 Häuser und 185 Einwohner, die evangelisch sind. Unter den Einwohnern befinden sich 23 Bauern und 8 Handwerker.“

Im Jahr 1905 wurde eine evangelische Volksschule erbaut.

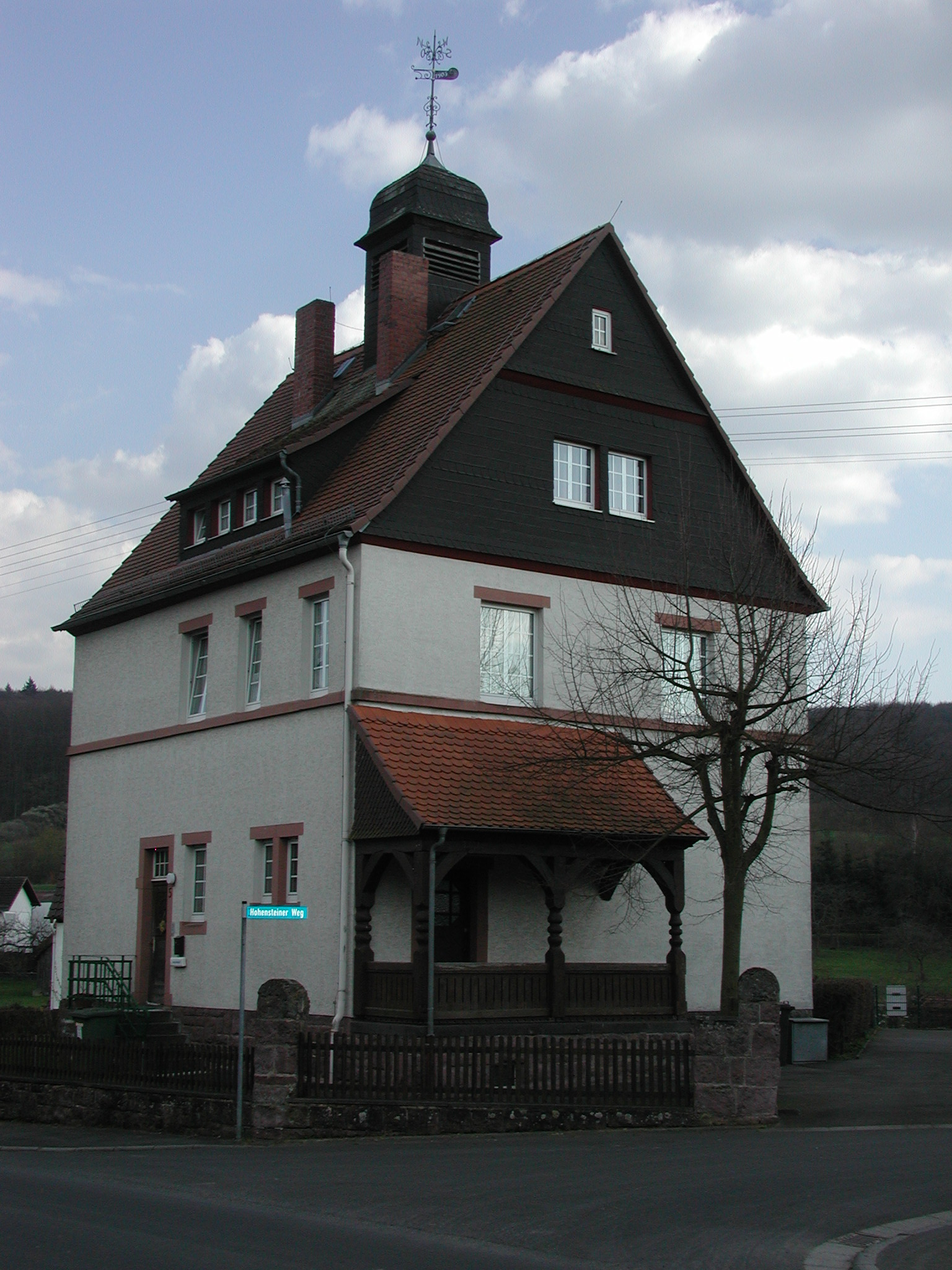
Ehemaliges evangelisches Schulhaus Michelnau, erb. 1905

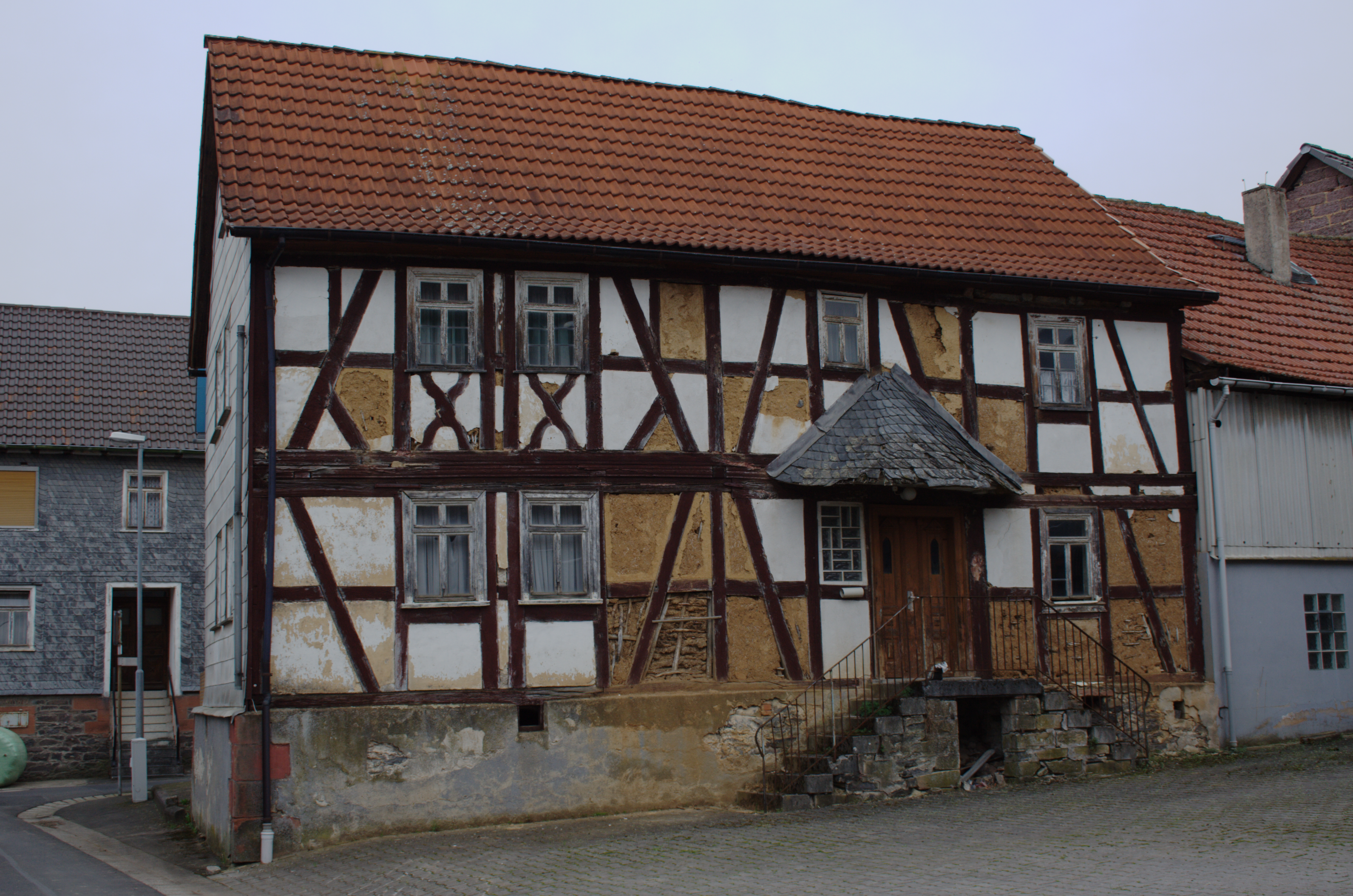
Kulturdenkmal Fachwerkhaus, Johannesstraße 6

Hessische Gebietsreform (1970–1977)
Im Zuge der Gebietsreform in Hessen fusionierten zum 1. Dezember 1970 die bis dahin selbständigen Gemeinden Bad Salzhausen, Borsdorf, Fauerbach bei Nidda, Geiß-Nidda, Harb, Kohden, Michelnau, Ober-Lais, Ober-Schmitten, Ober-Widdersheim, Stornfels, Ulfa, Unter-Schmitten, Wallernhausen und die Stadt Nidda zur neuen Stadt Nidda. Für die ehemals eigenständigen Gemeinden sowie für die Kernstadt Nidda wurden Ortsbezirke mit Ortsbeirat und Ortsvorsteher nach der Hessischen Gemeindeordnung eingerichtet.

### Verwaltungsgeschichte im Überblick
Die folgende Liste zeigt die Staaten und Verwaltungseinheiten, denen Michelnau angehört(e):
- Vor 1450: Heiliges Römisches Reich, Grafschaft Ziegenhain, Amt Nidda, Gericht Nidda
- 1450–1495: Erbstreit zwischen der Landgrafschaft Hessen und den Grafen von Hohenlohe
- ab 1450: Heiliges Römisches Reich, Landgrafschaft Hessen, Amt Nidda, Gericht Nidda[11]
- ab 1567: Heiliges Römisches Reich, Landgrafschaft Hessen-Marburg, Amt Nidda, Gericht Nidda[12]
- 1604–1648: Heiliges Römisches Reich, strittig zwischen Landgrafschaft Hessen-Darmstadt und Landgrafschaft Hessen-Kassel (Hessenkrieg)
- ab 1604: Heiliges Römisches Reich, Landgrafschaft Hessen-Darmstadt, Amt Nidda, Gericht Nidda[13]
- 1787: Heiliges Römisches Reich, Landgrafschaft Hessen-Darmstadt, Oberfürstentum Hessen, Amt Nidda und Lißberg, Gericht Nidda[14]
- ab 1806: Großherzogtum Hessen, Fürstentum Oberhessen, Amt Nidda[15][16]
- ab 1815: Großherzogtum Hessen, Provinz Oberhessen, Amt Nidda[17]
- ab 1821: Großherzogtum Hessen, Provinz Oberhessen, Landratsbezirk Nidda[18][Anm. 2]
- ab 1832: Großherzogtum Hessen, Provinz Oberhessen, Kreis Nidda
- ab 1848: Großherzogtum Hessen, Regierungsbezirk Nidda
- ab 1852: Großherzogtum Hessen, Provinz Oberhessen, Kreis Nidda
- ab 1867: Norddeutscher Bund, Großherzogtum Hessen, Provinz Oberhessen, Kreis Nidda
- ab 1874: Deutsches Reich, Großherzogtum Hessen, Provinz Oberhessen, Kreis Büdingen
- ab 1918: Deutsches Reich, Volksstaat Hessen, Provinz Oberhessen, Kreis Büdingen
- ab 1938: Deutsches Reich, Volksstaat Hessen, Landkreis Büdingen[19][Anm. 3]
- ab 1945: Deutsches Reich, Amerikanische Besatzungszone,[Anm. 4] Groß-Hessen, Regierungsbezirk Darmstadt, Landkreis Büdingen
- ab 1946: Deutsches Reich, Amerikanische Besatzungszone, Hessen, Regierungsbezirk Darmstadt, Landkreis Büdingen
- ab 1949: Bundesrepublik Deutschland, Hessen, Regierungsbezirk Darmstadt, Landkreis Büdingen
- ab 1970: Bundesrepublik Deutschland, Hessen, Regierungsbezirk Darmstadt, Landkreis Büdingen, Stadt Nidda
- ab 1972: Bundesrepublik Deutschland, Hessen, Regierungsbezirk Darmstadt, Wetteraukreis, Stadt Nidda

## Bevölkerung

### Einwohnerstruktur 2011
Nach den Erhebungen des Zensus 2011 lebten am Stichtag dem 9. Mai 2011 in Michelnau 258 Einwohner. Darunter waren 3 (1,2 %) Ausländer. Nach dem Lebensalter waren 42 Einwohner unter 18 Jahren, 111 waren zwischen 18 und 49, 66 zwischen 50 und 64 und 42 Einwohner waren älter. Die Einwohner lebten in 102 Haushalten. Davon 21 Singlehaushalte, 33 Paare ohne Kinder und 42 Paare mit Kindern, sowie 3 Alleinerziehende und 3 Wohngemeinschaften. In 15 Haushalten lebten ausschließlich Senioren/-innen und in 69 Haushaltungen leben keine Senioren/-innen.
Im Jahr 1961 wurden 255 evangelische  (92,73 %) und 19 katholische (6,91 %) Christen gezählt.

### Einwohnerentwicklung
| • 1791: | 142 Einwohner                      |
| • 1800: | 142 Einwohner                      |
| • 1806: | 147 Einwohner, 32 Häuser           |
| • 1829: | 185 Einwohner, 33 Häuser           |
| • 1867: | 209 Einwohner, 42 bewohnte Gebäude |
| • 1875: | 187 Einwohner, 45 bewohnte Gebäude |

| Michelnau: Einwohnerzahlen von 1791 bis 2022 | Michelnau: Einwohnerzahlen von 1791 bis 2022 | Michelnau: Einwohnerzahlen von 1791 bis 2022 | Michelnau: Einwohnerzahlen von 1791 bis 2022 | Michelnau: Einwohnerzahlen von 1791 bis 2022 |
| --- | -------------------------------------------- | -------------------------------------------- | -------------------------------------------- | -------------------------------------------- |
| Jahr |                                              |                                              |                                              | Einwohner                                    |
| 1791 | 1791                                         |                                              | 142                                          | 142                                          |
| 1800 | 1800                                         |                                              | 142                                          | 142                                          |
| 1806 | 1806                                         |                                              | 147                                          | 147                                          |
| 1829 | 1829                                         |                                              | 185                                          | 185                                          |
| 1834 | 1834                                         |                                              | 168                                          | 168                                          |
| 1840 | 1840                                         |                                              | 205                                          | 205                                          |
| 1846 | 1846                                         |                                              | 225                                          | 225                                          |
| 1852 | 1852                                         |                                              | 248                                          | 248                                          |
| 1858 | 1858                                         |                                              | 216                                          | 216                                          |
| 1864 | 1864                                         |                                              | 215                                          | 215                                          |
| 1871 | 1871                                         |                                              | 205                                          | 205                                          |
| 1875 | 1875                                         |                                              | 206                                          | 206                                          |
| 1885 | 1885                                         |                                              | 212                                          | 212                                          |
| 1895 | 1895                                         |                                              | 204                                          | 204                                          |
| 1905 | 1905                                         |                                              | 211                                          | 211                                          |
| 1910 | 1910                                         |                                              | 237                                          | 237                                          |
| 1925 | 1925                                         |                                              | 240                                          | 240                                          |
| 1939 | 1939                                         |                                              | 219                                          | 219                                          |
| 1946 | 1946                                         |                                              | 374                                          | 374                                          |
| 1950 | 1950                                         |                                              | 351                                          | 351                                          |
| 1956 | 1956                                         |                                              | 312                                          | 312                                          |
| 1961 | 1961                                         |                                              | 275                                          | 275                                          |
| 1967 | 1967                                         |                                              | 280                                          | 280                                          |
| 1970 | 1970                                         |                                              | 275                                          | 275                                          |
| 1980 | 1980                                         |                                              | ?                                            | ?                                            |
| 1990 | 1990                                         |                                              | ?                                            | ?                                            |
| 1996 | 1996                                         |                                              | 289                                          | 289                                          |
| 2000 | 2000                                         |                                              | 294                                          | 294                                          |
| 2006 | 2006                                         |                                              | 295                                          | 295                                          |
| 2010 | 2010                                         |                                              | 290                                          | 290                                          |
| 2011 | 2011                                         |                                              | 258                                          | 258                                          |
| 2016 | 2016                                         |                                              | 244                                          | 244                                          |
| 2019 | 2019                                         |                                              | 242                                          | 242                                          |
| 2022 | 2022                                         |                                              | 243                                          | 243                                          |
| Datenquelle: Historisches Gemeindeverzeichnis für Hessen: Die Bevölkerung der Gemeinden 1834 bis 1967. Wiesbaden: Hessisches Statistisches Landesamt, 1968. Weitere Quellen: LAGIS; Stadt Nidda; Zensus 2011 |                                              |                                              |                                              |                                              |

## Politik
Derzeitiger Ortsvorsteher ist Timo Franz (Stand: April 2024).

## Kulturdenkmäler

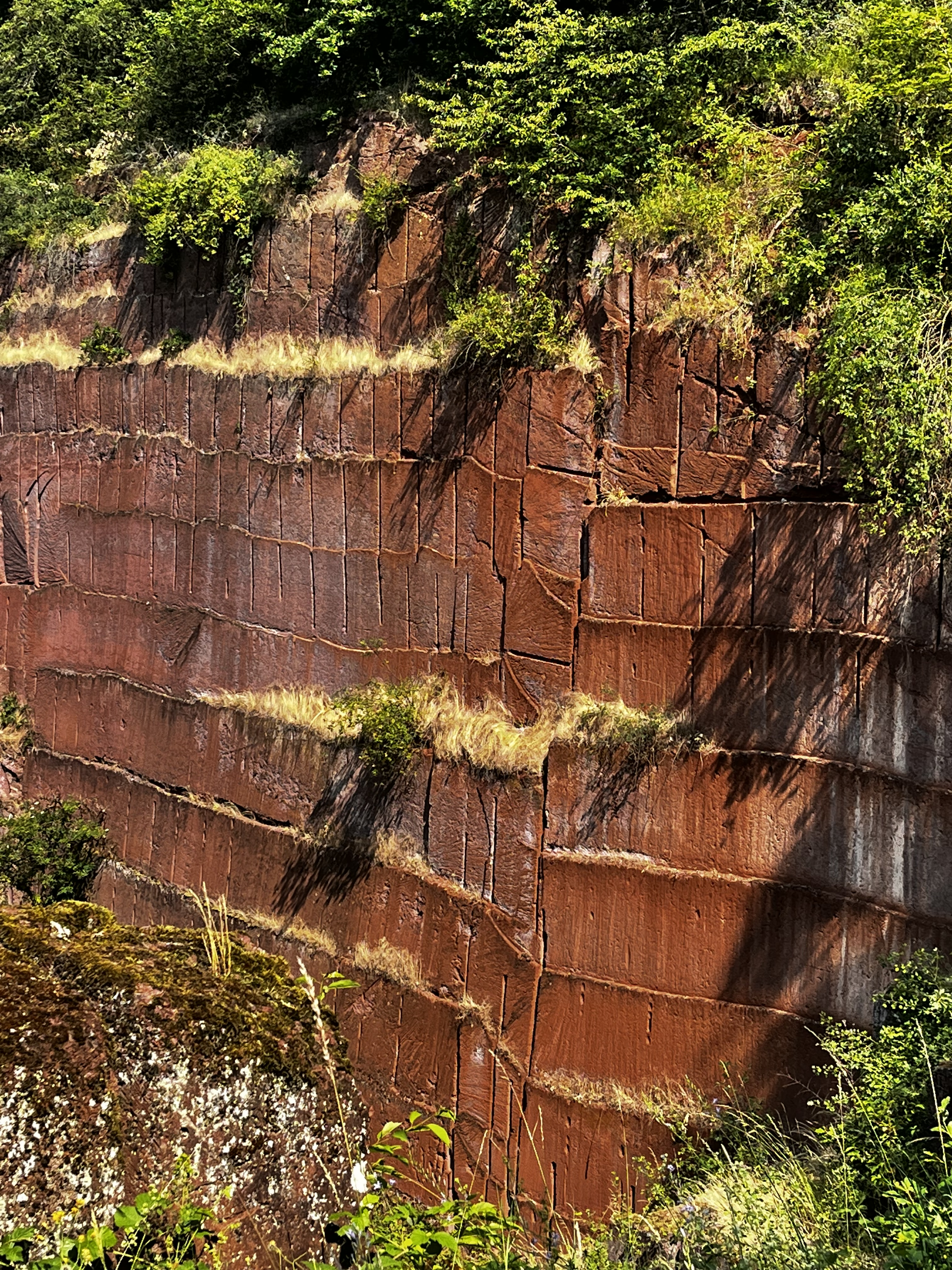
Stillgelegter Steinbruch Michelnau, aufgeschlossene seltene Basaltschlacke (syn. Basalt-Rotlava).

Die kleine Ortslage Michelnau verfügt über mehrere Kultur- bzw. Baudenkmale, siehe: Liste der Kulturdenkmäler in Michelnau

## Infrastruktur
- Südlich des Ortes verläuft die Landesstraße 3185.
- Den öffentlichen Personennahverkehr stellt die Regionalverkehr Kurhessen GmbH sicher.
- Im Ort gibt es einen stillgelegten Steinbruch, in dem von 1863 bis in die Mitte der 1990er Jahre der Michelnauer Schlackenbasalt abgebaut wurde. Das rötliche Gestein wurde für Massivbauten als Mauerstein, für Brückenbauwerken, Kirchenbauten und Grabmale in der näheren Umgebung von Nidda verwendet. Der Steinbruch ist seit 2010 als bedeutendes Geotop ausgewiesen und im Rahmen von Führungen für die Öffentlichkeit zugänglich.
- Außerdem gibt es in Michelnau ein Bürgerhaus.